# La Castilla (Cali)

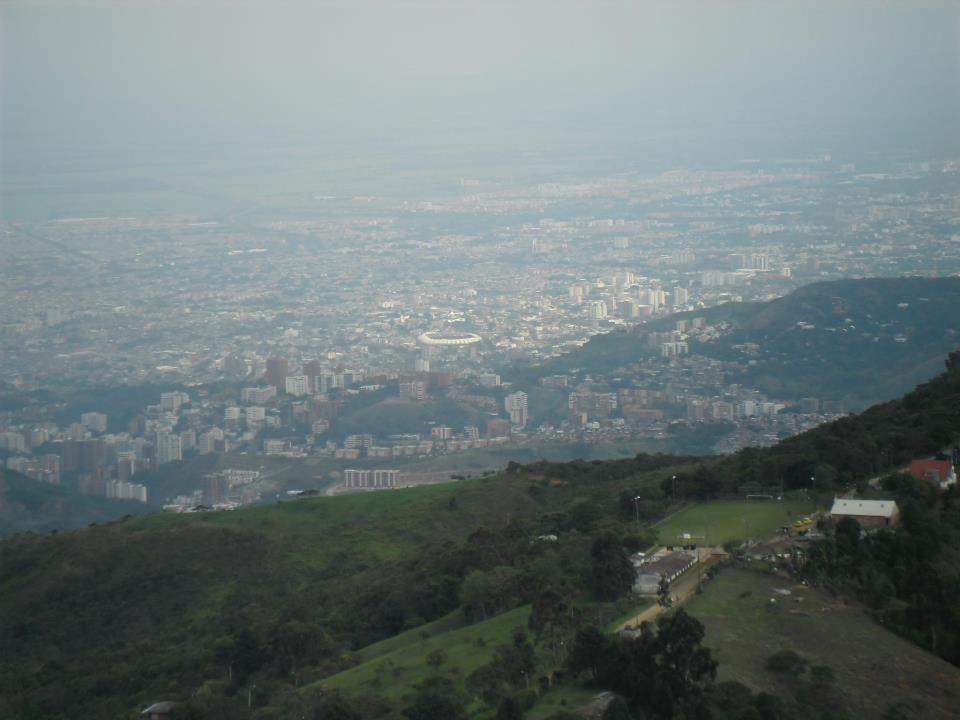
la castilla

La Castilla es un corregimiento del distrito de Santiago de Cali situado sobre la cordillera occidental de Colombia. Su centro poblado cabecera está ubicada a 11 kilómetros de la cabecera municipal.

## División territorial
El corregimiento de La Castilla está compuesto su centro poblado cabecera (la cual le da el nombre al corregimiento) y por 10 Veredas:
- La Castilla
- El Filo (parte central del corregimiento)
- La Victoria
- Las Brisas (torre de telecomunicaciones)
- Las granjas
- El Futuro
- El Pinar
- La Gorgona
- Las Palmas
- Limones
- Montañitas

## Generalidades
Su población se dio desde la década de 1940 con la llegada de familias provenientes del Cauca, Quindío y Nariño.
En la actualidad se considera como reserva forestal la forma de llegar al corregimiento es a través de transporte tradicional como chivas o líneas.estos pueden ser abordados en el centro en la calle 10 con 12 o en el parque de santarosa.
Su principal fuente de ingresos es la agricultura entre los que se destacan el cilantro, el frijol el maíz y todo tipo de hierbas aromáticas las cuales son distribuidas en la ciudad y alrededores.
La altitud del corregimiento oscila entre los 1.070 y 2.010 metros sobre el nivel del mar,
con una altitud promedio situacional de 1.540 metros sobre el nivel delmar.
El corregimiento de La Castilla comprende uno de los territorios de la cuenca del río
Aguacatal, está ubicado sobre la margen derecha de la quebrada El Choco, afluente del
río Aguacatal, que le sirve de límite con el Corregimiento de Monte bello y sobre la margen
izquierda del río Aguacatal, que le sirve de límite con los corregimientos de la Elvira y el
Saladito. 
Es un territorio bajamente poblado, con un paisaje de montaña agradable y con suelos
altamente intervenidos por el ser humano. Sus gentes son amantes del arte, la cultura y la
conservación de las actividades productivas de los ancestros.Miden la riqueza de la tierra
por la capacidad productiva del suelo y los rendimientos económicos de los cultivos y
explotaciones a través del tiempo.
Es considerada una región de terreno montañoso, con diferentes pisos térmicos y
miradores estratégicos para observar agradables paisajes.
Delimitado por corrientes naturales de agua El Chocho y El Aguacatal, al igual que su
homónimo reino deCastilla español, el ríoDuero y el río Pisuerga.
Logo

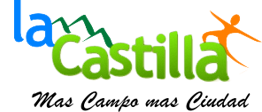
la castilla

El proceso de población del corregimiento La Castilla se inició en los albores del siglo XX,
hacia los años veinte, con la llegada de las primeras familias, muchas de ellas
provenientes del Cauca, Quindío y Nariño, otros descendientes de habitantes del Valle
delCauca y algunas familias de renombre de la ciudad deCali.

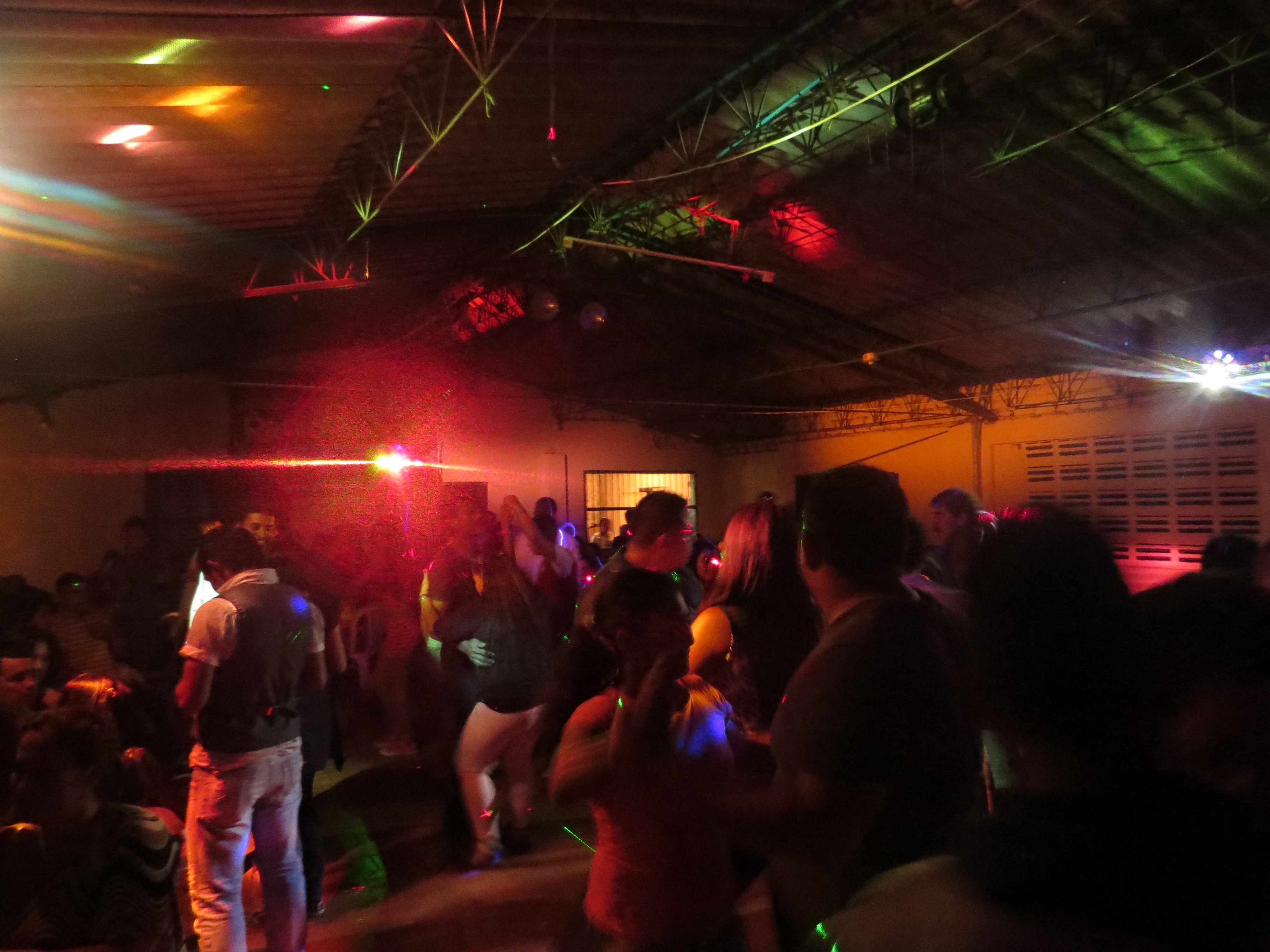
fiestas

En el acuerdo número 49 expedido el 17 de agosto de 1964, el Concejo de Santiago de
Cali reconoce las veredas de La Castilla y Los Limones como parte integrante del
Corregimiento La Castilla, es decir que este corregimiento tiene tratamiento como tal para
Santiago de Cali desde mediados del siglo XX, como un corregimiento de terreno
ligeramente montañoso.
Hablar de La Castilla implica remontarse a la época en que este territorio era conocido como dos grandes haciendas del Municipio de Cali, Limones y Castilla, la primera reconocida por la explotación avícola, ganadera y minera y la segunda célebre por la oferta de madera o leña, frutas, cereales, hortalizas, plátano y café y el extenso terreno montañoso con bosques, rastrojos y pastizales, con un parecido a la tela de paño con mucho pelo que se utiliza para elaborar abrigos, que puede ser uno de los orígenes del nombre, o el recuerdo del primer poblador español de la región evocando un territorio patrio con la célebre frase "ancha es Castilla" o el bautizo de esta región en memoria de la meseta del reino de su mismo nombre en España, ubicada entre dos ríos y la cordillera Cantábrica o simplemente la tradición popular de los caleños, que esta región es famosa
por vender guineo de castilla, es decir el propio, el original. Queda a las actuales
generaciones resolver el origen del nombre de este bello corregimiento.
Fruto de esa capacidad productiva es la intervención antropocéntrica sobre el suelo y los
recursos naturales de esta región rica en minerales, fauna, forestación y paisaje, con
problemas para el suministro de agua para los moradores del corregimiento, aun a pesar
de estar delimitada por dos fuentes naturales de este precioso líquido, la quebrada El
Chocho y el Río Aguacatal.
Desde 1943 es considerado zona de reserva forestal, lo que conlleva a prácticas
productivas controladas del sector agropecuario que han transformado el potencial
productivo del territorio y cambiado la oferta de productos para la región.
Es una región de escasos poblados y reducidos
habitantes, con un nivel de vida bueno determinado por el bajísimo índice de mortalidad
y cuya ocupación preferencial se ubica en el sector primario de la economía.
Para muchos caleños la vida en este espacio del globo equivale al del citadino que se
refugia en el campo para descansar, la reflexión personal y el cargue de baterías para
iniciar el día siguiente o la nueva semana con unmáximo potencial de productividad o en
palabras del historiador Edo Murrie, 1985, "el paseo a la finca, como medio para
armonizar el estado de ánimo personal con la dinámica propia de la naturaleza, el globo
terráqueo y el sistema planetario, es lo que evidencia que en el alma de los caleños esta
enraizado el campesino y por ello poseen una casa de campo en las montañas de La
Castilla", a la cual llegaban antes a pie, en caballo o en mula, hoy llegan en campero,
automóvil, chiva, moto o bicicleta, por ello la presencia de casa finca con huertos y
solares llenos de frutales. Con algo de verdad, soportada por el paisaje natural, sostienen
que el mirador del Cacique Pete estaba ubicado en las montañas de este corregimiento y
no sobre grandes árboles como señalan algunos historiadores.
Al corregimiento los fines de semana es muy visitado por habitantes de la ciudad que quiere pasar días de descanso en sus fincas, o solo a pasear' también edurante el año se realizan varias actividades feriales, que los mismos habitantes del corregimiento lo organizan y es muy importante por la visita de citadinos o de habitantes de corregimientos aledaños, ven a visitar la Castilla un lugar muy agradable y su gente es de ambiente rumbero y trabajador donde seguro te quieres quedar.
más información www.lacastilla.gov.co